# Jakovljev
Jakovljev [jakóvljev] je priimek več osebnosti (rusko Я́ковлев)
- Aleksander Jevgenjevič Jakovljev (1887—1938), ruski slikar, grafik, scenograf, pedagog
- Aleksander Nikolajevič Jakovljev (1923—2005), sovjetski/ruski diplomat, reformistični politik, "oče glasnosti", zgodovinar in aktivist
- Aleksander Sergejevič Jakovljev (1906—1989), ruski (sovjetski) letalski inženir, letalski konstruktor in general
- Aleksander Stepanovič Jakovljev (1886—1953), ruski pisatelj
- Andrej Viktorovič Jakovljev, ruski lingvist?
- Arkadij Sergejevič Jakovljev, sovjetski general
- Boris Nikolajevič Jakovljev (1890—1972), ruski (sovjetski) slikar
- Boris Aleksandrovič Jakovljev (1945—2014), ukrajinski (sovjetski) atlet- hitri hodec
- Dušan Jakovljev (*1951), srbski politik
- Foma Pavlovič Jakovljev, sovjetski general
- Genadij Pavlovič Jakovljev (*1938), ruski botanik, farmakognozist in fitokemik
- Ivan Jakovljevič Jakovljev (1848—1930), ruski (čuvaški) pedagog, šolnik, pisec in prevajalec
- Jakov Arkadjevič Jakovljev (1896—1938), ukrajinsko-sovjetski boljševiški politik
- Jakov Jakovlevič Jakovljev, sovjetski general
- Jegor Vladimirovič Jakovljev (1930—2005), ruski (sovjetski) novinar in urednik (spobujevalec "glasnosti")
- Jelena Aleksejevna Jakovljeva (*1961), ruska igralka
- Jevgenij Andrejevič Jakovljev, sovjetski general
- Jurij Vasiljevič Jakovljev (1928—2013), ruski (sovjetski) filmski in gledališki igralec
- Jurij Jakovljev (*1957), ruski (sovjetski) hokejist
- Lora Jakovljeva (*1932), ruska velemojstrica dopisnega šaha
- Mihail Nikolajevič Jakovljev (1880—1942), ruski slikar
- Natalija Jakovljeva (*1971), ruska plavalka
- Nikolaj Dimitrijevič Jakovljev (1898—1972), sovjetski general in artilerijski maršal
- Nikolaj Feofanovič Jakovljev (1892—1974), ruski lingvist
- Nikolaj Nikolajevič Jakovljev (1870—1966), ruski geolog, paleontolog, paleobotanik
- Nikolaj Nikolajevič Jakovljev (1886—1918), ruski boljševiški revolucionar in politik (Sibirija)
- Olga Vitaljevna Jakovljeva (1970—2015), ruska pevka
- Postnik Jakovljev (16. stoletje), ruski arhitekt, graditelj cerkve Vasilija blaženega v Moskvi
- Pavel Jakovlevič Jakovljev, sovjetski general
- Roman Jakovljev (*1976), ruski odbojkar ukrajinskega rodu
- Roman Viktorovič Jakovljev (*1974), ruski entomolog, lepidopterolog
- Sergej Jakovljev (1925—1996), ruski igralec
- Vadim Jakovljev, kozaški konjeniški poveljnik v ruski državljanski vojni
- Valentina Jakovljeva (*1947), sovjetska (ukrajinska) plavalka
- Varvara (Nikolajevna) Jakovljeva (1884–1941/44), ruska boljševikinja, privrženka Trockega
- Vasilij Anisimovič Jakovljev, sovjetski general
- Vasilij Jevgrafovič Jakovljev (1839—1908), ruski entomolog
- Vasilij Nikolajevič Jakovljev (1893—1953), ruski (sovjetski) slikar
- Vasilij Terentjevič Jakovljev, sovjetski general
- Vasilij Vasiljevič Jakovljev (1880—1957), ruski muzikolog
- Vasilij Vasiljevič Jakovljev (1885—1938), ruski boljševik (latvijsko-finskega rodu)
- Venjamin Fjodorovič Jakovljev (1932—2018), ruski pravnik in politik, sovjetski minister in svetovalec predsednikov Rusije
- Viktor Vasiljevič Jakovljev, sovjetski general
- Vladimir Igorjevič Jakovljev (1934—1998), ruski slikar in nekonformistični umetnik
- Vladimir Anatoljevič Jakovljev (*1944), ruski politik (sanktpeterbušrki guverner, minister)
- Vladimir Jegorovič Jakovljev (*1959), ruski novinar, časnikar in urednik (ustanovil "Kommersant")
- Vladimir Nikolajevič Jakovljev (*1954), ruski armadni general
- Vsevolod Fjodorovič Jakovljev, sovjetski general

Jakovljev je tudi:
- Jakovljev (podjetje), ruski proizvajalec letal (JAK)